# Macomb Township (Michigan)
 Macomb Township – konglomerat miejscowości w hrabstwie Macomb w stanie Michigan w USA. Konglomerat według danych z 2000 roku liczył około 50,5 tys. mieszkańców. Powierzchnia - 94,0 km², z czego 93,9 km² to powierzchnia lądowa, a 0,1 km² - wodna (rzeki, jeziora). Konglomerat został nazwany od hrabstwa o tej samej nazwie, w którego skład wchodzi.
Macomb Township, zwłaszcza jego południowa część, należy do metropolii Detroit.
W skład konglomeratu Macomb Township wchodzą:
- Macomb – miejscowość, część północno-wschodnia konglomeratu, 42° 42′03″N i 82° 57′33″W. Rozciąga się wzdłuż drogi Romeo Plank Road w pobliżu rzeki Clinton (Clinton River). Kod pocztowy (ZIP code) to: 48042
- Waldenburg – centralny obszar Macomb Township, 42° 39′27″N i 82° 56′13″W, położony kilka kilometrów na południe od Macomb.

Waldenburg rozciąga się wzdłuż drogi Romeo Plank Road i  rzeki Clinton.
- Meade – północno-wschodnia część Macomb Township, 42°43′03″N i 82° 52′26″W, granicząca z Ray Township.